# Empoascanara simplices
Empoascanara simplices är en insektsart som först beskrevs av Singh 1969.  Empoascanara simplices ingår i släktet Empoascanara och familjen dvärgstritar. Inga underarter finns listade i Catalogue of Life.